# HD 128311 b
HD 128311 b est une exoplanète de 2,18 masses jovienne avec une orbite excentrique, située à environ 1 ua de son étoile. Si cette distance est semblable à celle de la Terre autour du Soleil, le fait que HD 128311 soit une étoile plus froide que le soleil signifie que cette planète gazeuse et ses éventuelles lunes ne seraient pas nécessairement dans sa zone habitable.

## Désignation
HD 128311 b a été sélectionnée par l'Union astronomique internationale (IAU) pour la procédure NameExoWorlds, consultation publique préalable au choix de la désignation définitive de 305 exoplanètes découvertes avant le 31 décembre 2008 et réparties entre 260 systèmes planétaires hébergeant d'une à cinq planètes. La procédure, qui a débuté en juillet 2014, s'achèvera en août 2015, par l'annonce des résultats, lors d'une cérémonie publique, dans le cadre de la XIXe Assemblée générale de l'IAU qui se tiendra à Honolulu (Hawaï).